# 2014 (альбом)
2014 — третий студийный альбом российской хеви-метал группы «Артерия», который вышел 12 мая 2014 года.

## Об альбоме
Альбом включает в себя все песни, сочинённые и записанные группой в период с 2009 по 2014 годы, а также песню «Никто» из альбома проекта «Династия посвящённых» Маргариты Пушкиной и перезаписанную песню «Стальные нервы» из дебютного альбома «Лети на свет». На сайте Planeta была также доступна инструментальная версия альбома: все треки, вошедшие в релиз «2014» — в варианте «без голоса», в формате MP3.

## Список композиций
Вся музыка написана Сергеем Терентьевым, если не указано другое.
| №                   | Название                                | Текст песни         | Музыка              | Длительность |
| ------------------- | --------------------------------------- | ------------------- | ------------------- | ------------ |
| 1.                  | «Intro»                                 | инструментальная    |                     | 1:22         |
| 2.                  | «Мы»                                    | С.Ванюшин           | С.Ванюшин           | 3:48         |
| 3.                  | «Ветер и птица»                         | Е.Миканба           |                     | 4:46         |
| 4.                  | «Искажение»                             | С.Ванюшин           | С.Ванюшин           | 4:52         |
| 5.                  | «Ветер пустых дорог»                    | М.Мастерова         |                     | 5:58         |
| 6.                  | «Говори с миром»                        | Н.Захарова          |                     | 4:21         |
| 7.                  | «Свет погасшей звезды»                  | Н.Захарова          |                     | 5:09         |
| 8.                  | «Выбирай»                               | Е.Князева           | А.Кэп               | 3:41         |
| 9.                  | «Ты за гранью»                          | H.Messer            |                     | 4:48         |
| 10.                 | «Outro»                                 | инструментальная    |                     | 1:12         |
| 11.                 | «Край ветров» (Бонус-трек)              | А.Кобзарь           | А.Кобзарь           | 5:03         |
| 12.                 | «Стальные нервы» (Бонус-трек)           | С.Терентьев         |                     | 5:47         |
| 13.                 | «Никто» (Бонус-трек)                    | М.Пушкина           | С.Скрипников        | 5:16         |
| 14.                 | «Time will call your name» (Бонус-трек) | А.Чечуков           | Г.Стрелков          | 5:01         |
| 15.                 | «Боль» (Бонус-трек)                     | А.Волков            | А.Волков            | 6:10         |
| 16.                 | «Сам себе враг» (Бонус-трек)            | С.Терентьев         |                     | 4:10         |
| Общая длительность: | Общая длительность:                     | Общая длительность: | Общая длительность: | 71:31        |

## Участники записи

### Основной состав
- Александр Кэп — вокал
- Сергей Терентьев — гитара, клавишные, аранжировки
- Сергей Ванюшин — гитара
- Даниил Захаренков — бас-гитара
- Сергей Кутаев — ударные

### Приглашённые участники
- Григорий Стрелков — вокал (14)
- Андрей Волков — вокал (16)
- Юрий Макаров — бас-гитара (15, 16)
- Наталия Glossy Терентьева — хоры, бэк-вокал (все, кроме 2)